# Janusz Bąkowski
Janusz Bąkowski (ur. 4 listopada 1922 w Warszawie, zm. 26 sierpnia 2005 w Warszawie) – polski fotograf, malarz, rzeźbiarz, rysownik.
W dziedzinie sztuki był samoukiem, z zawodu elektrykiem. W czasie II wojny światowej był więźniem obozu koncentracyjnego w Mauthausen. Całe życie związany z Warszawą. Pochowany na cmentarzu Powązkowskim (kwatera 155a-4-8).

## Znaczenie
Najbardziej znany jako fotografik należący do czołówki polskich twórców lat 70 i 80. Zajmował się też rzeźbą, grafiką i video.

### Wystawy indywidualne
- Galeria Fotografii – Wrocław (1975)
- Galeria Fotografii ZPAF – Warszawa (1976)
- "Kwadrat" – Mała Galeria ZPAF – Warszawa (1977)
- "Kwadraty-Linie" – Galeria Znak – Białystok (1978)
- Galeria GN – Gdańsk (1980)

### Wystawy zbiorowe
- Stara Galeria ZPAF – Warszawa (1970)
- "Fotografowie poszukujący" – Galeria Sztuki Współczesnej, Warszawa (1971)
- "Cykle" – Zachęta, Warszawa (1972)
- "Po trzydziestu latach" – Galeria Zachęta, Warszawa; Galeria Fotografii, Wrocław (1979)
- "Polska Fotografia 1839-1979" – Nowy Jork, USA (1979)
- "Od zera do nieskończoności" – Galeria Foto-Medium-Art, Wrocław (1979)
- "Konfrontacje Fotograficzne" – Gorzów Wielkopolski (1980)
- "Polska Fotografia 1900-1981" – Centre Georges Pompidou, Paryż, Francja (1981)